# Anopheles campestris
Anopheles campestris este o specie de țânțari din genul Anopheles, descrisă de Reid în anul 1962. Conform Catalogue of Life specia Anopheles campestris nu are subspecii cunoscute.